# Guaro
Guaro est une commune de la province de Malaga dans la communauté autonome d'Andalousie en Espagne.

## Géographie
Une partie de commune appartient à la comarque de Valle del Guadalhorce, ainsi qu'à la comarque de Sierra de las Nieves. Elle est distante de 44 kilomètres de Malaga et est à une altitude de 354 mètres. Elle possède une superficie de 22 km2.
Elle est située au nord de la sierra de Mijas, et au bord de la rivière El Grande (río El Grande) et ses affluents souvent secs comme Hondo, Santo et Tiora.

## Démographie
| 1991  | 1996  | 2001  | 2004  | 2012  |
| ----- | ----- | ----- | ----- | ----- |
| 2 009 | 2 011 | 2 034 | 2 046 | 2 289 |

## Économie
Son économie est surtout basée sur la culture des olives, l'industrie oléicole (huile d'olive et olives de table) et la culture des amandiers.